# Punishing: Gray Raven
Punishing: Gray Raven (китайский: 战 双 帕 弥 什, японский: パ ニ シ ン グ ： グ レ イ レ イ ヴ ) — мобильная ролевая игра, разработанная и изданная Kuro Games.

## Геймплей
Punishing: Gray Raven позволяет игрокам управлять группой из трёх персонажей, называемые "конструктами" (construct). Их можно усиливать, повышая уровень умений персонажа и уровень самого персонажа, экипируя более мощное оружие, а также экипируя воспоминания (memory), которые даруют персонажу разные усиления. Игроки могут получать новых персонажей (конструктов) с помощью механики гача и внутриигровых событий.
Боевая система в Punishing: Gray Raven может иметь свои уникальные особенности при игре разными персонажами - у разных персонажей разный стиль игры. Базовый функционал - череда обычных атак, красные/желтые/синие орбы (orb - сфера), сигнатурное движение, в других играх именуемое ультимативным навыком (Signature Move), и уклонение (Dodge). Стилистически игра сделана в жанре sci-fi (научная фантастика). Пинг (активация) трёх орбов одного цвета, стоящих вплотную друг к другу, задействует более мощную и эффективную версию этого орба. При идеальном уклонении активируется механика, называемая Матрикс (Matrix). Она замедляет движение противников и наделяет следующий орб на некоторое время способностью при его активации вызвать функционал 3-х орбов этого же цвета. Впрочем, это расходует выносливость, что не позволяет игрокам постоянно уклоняться и вынуждает следить за шкалой выносливости (шкала представлена обводкой кнопки уклонения).
Валют в игре несколько (Cog, Black Card, Rainbow Card и т.д.), но основной является Black Card (BC), которая используется для получения конструктов, компаньонов, оружия и прочих материалов через механику гачи. Rainbow Card (RC) можно получить только путём доната (платно), и они используются для покупки BC или покупки нарядов персонажей (Coating). В игре также присутствует система гаранта, благодаря которой игроки гарантированно получают персонажа ранга "А" и выше после определённого 10 открытий и персонажа ранга "S" после 60 или 80-100 открытий (зависит от баннера). Гарант переносится на следующий баннер этого же типа при его обновлении, но не переносится через баннеры.
Стоит также упомянуть про систему общежития - Dorms. Игроки могут заселять чиби-версии конструктов, расставлять им в дома различную мебель и гладить их, чтобы улучшить их настроение. Время от времени появляется "событие Дорма" - Dorm Event. Оно состоит в том, что у конструктов появляются потребности (погладить, лечь на диван и т.д.), и при успешном удовлетворении сих потребностей они повышают свое настроение. Иногда конструкты будут дарить подарки (у них появляется синяя стрелочка над головой). Предметы, содержащиеся в подарках, могут повысить привязанность (Affection) персонажей к коменданту (главному герою). Повышение привязанности открывает уникальные для каждого персонажа истории, фразы и секреты. конструктам в Дорме также можно поручить добычу внутриигровых материалов, используемых для покупки, создания и улучшения мебели, а также для приобретения нарядов персонажей.

## Сюжет
Сюжет игры происходит в постапокалиптическом мире, заполненный осквернёнными (Corrupted) кибернетическими врагами, которые были заражены «Карающим Вирусом» (Punishing Virus). Последние остатки человечества сбежали на космическую станцию "Вавилония" (Babylonia). Игрок берёт на себя роль коменданта элитного отряда конструктов, известного как «Серый Ворон» (Gray Raven), чтобы сражаться с осквернёнными и вернуть планету.